# Runenstein von Kensington

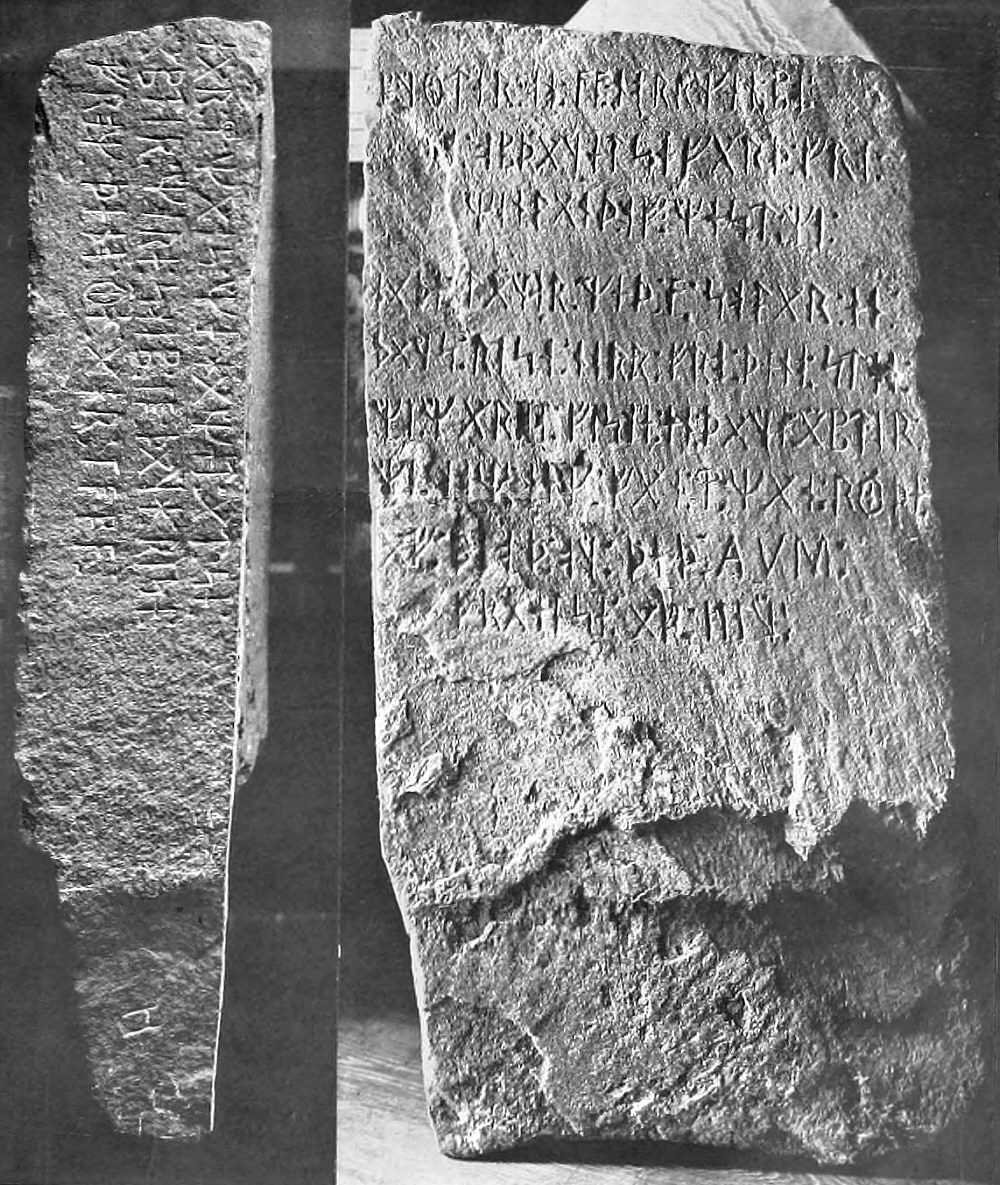
Fotografie des Runensteins aus dem Jahr 1910

 Der sogenannte Runenstein von Kensington wurde 1898 von Olof Ohman aus Kensington, Douglas County, Minnesota, USA, der Öffentlichkeit präsentiert. Ohman hatte den Stein angeblich beim Ausgraben einer Espe im Wurzelwerk gefunden. Die Inschrift soll die Hinterlassenschaft einer grönländischen Amerika-Expedition der Grænlendingar aus dem 14. Jahrhundert darstellen. Die Echtheit des Runensteins war von Anfang an heftig umstritten, er wird inzwischen aber von der Fachwelt als moderne Fälschung angesehen. Der Stein befindet sich heute im Runestone Museum in Alexandria.

## Stein und Inschrift
Der Stein besteht aus Grauwacke und hat eine Masse von ca. 90 kg bei einer Höhe von ca. 75 cm, 43 cm Breite und einer Dicke zwischen 10 und 20 cm. Die Inschrift stammt angeblich von einer spätmittelalterlichen grönländischen Expedition aus dem Jahr 1362, Jahrhunderte nach dem Ende der Wikingerzeit, aber auch 130 Jahre vor Kolumbus. Sie lautet:

„8 Göter [Götaländer, d. h. Schweden] und 22 Norweger auf Entdeckungsfahrt von Vinland nach Westen. Wir hatten Lager bei 2 Schären, eine Tagesreise nördlich von diesem Stein. Wir waren einen Tag lang beim Fischen. – Nachdem wir heimgekommen waren, fanden [wir] 10 Männer rot von Blut und tot. AVM, befreie [uns] von [dem] Übel!“

Auf der schmalen Kantenseite steht:

„Haben 10 Mann am Meer, um 14 Tagesreisen von dieser Insel nach unsern Schiffen zu sehen. [Das] Jahr [ist] 1362.“

## Hjalmar Rued Holand
Als 1892 der 400. Jahrestag der Entdeckung Amerikas durch Kolumbus gefeiert wurde, weckte dies insbesondere bei skandinavischen Einwanderern in den USA Widerspruch. Minnesota, zu dem Kensington gehört, war und ist der US-Bundesstaat mit der höchsten Anzahl norwegisch- und schwedischstämmiger Amerikaner. Sie beriefen sich auf mittelalterliche Berichte, nach denen Wikinger lange vor Kolumbus den Atlantik überquert hatten. Der Fund von Kensington – ausgerechnet durch einen schwedischen Einwanderer – fügt sich daher in den Kontext des um 1900 geführten Streits ein, wer die ersten Europäer in Amerika gewesen seien. Dass dies tatsächlich Skandinavier waren, konnte erst 1961 nachgewiesen werden, als man in Neufundland die Siedlung L’Anse aux Meadows fand. Um 1900 fehlten diese Beweise noch.
Hjalmar Rued Holand (1872–1963) war ein junger Amerikaner norwegischer Abstammung, der sich für die These der Entdeckung Amerikas durch die Grænlendingar begeisterte. Den Stein von Kensington betrachtete er als Beweis seiner Theorie und als letztes Zeugnis der verschollenen schwedisch-norwegischen Knudson-Expedition (1355–1364). Er überredete den Farmer Olof Ohman im Jahr 1907, ihm den Stein für 10 US-Dollar zu verkaufen, und veröffentlichte die erste vollständige Übersetzung des Runentextes. Er war es auch, der die beeidete Aussage des Finders veranlasste. Er holte Gutachten über das Alter der Espe, über den Verwitterungsgrad des Steins und der Inschrift ein. Fünfzig Jahre lang verteidigte Holand die Echtheit des Steins von Kensington, und auch andere Gelehrte unterstützten ihn dabei. Heute herrscht allerdings in der Fachwelt Einigkeit darüber, dass der Stein eine plumpe Fälschung ist, um die Entdeckung Amerikas durch Skandinavier zu beweisen.

## Zweifel an der Echtheit
Früh kamen Zweifel an der Echtheit des Steins auf. Historiker warfen zum Beispiel ein, dass die von der Inschrift geschilderte Szenerie komplett unplausibel sei: Reisende Skandinavier, die inmitten eines fremden Landes entdecken, dass viele ihrer Gefährten erschlagen worden sind, hätten gewiss andere Sorgen gehabt, als aufwändig Runen in einen Stein zu hauen.
Fachgelehrte waren bald der Meinung, dass der Text eine krude Mischung aus skandinavischen Sprachen und Englisch sei, verfasst von jemandem, der keine Kenntnis der altnordischen Sprache besitzt. Olof Ohman, ein einfacher Bauer, der selbst fast keine Schulbildung hatte, besaß allerdings ein schwedisches Handbuch mit dem Titel Der kenntnisreiche Schulmeister, das auch ein unvollständiges Kapitel über Runen beinhaltete, und hier fand sich ein Vaterunser mit der Zeile „und erlöse uns von dem Übel“ in genau der Form, die sich auf dem Stein von Kensington findet. Auffällig ist außerdem die konsequente Missachtung altnordischen Vokabulars, der Syntax, der Grammatik und der Runenformen. Außerdem finden sich auf anderen Runensteinen keine Kalenderjahre in Ziffern, sondern Regierungsjahre, und Zahlen werden als Wörter ausgeschrieben. Dabei haben inzwischen „alle skandinavischen Runologen und Experten für die Geschichte der skandinavischen Linguistik den Runenstein von Kensington als Fälschung identifiziert“.
Staffan Fridell, emeritierter Professor für Skandinavistik und Sprachwissenschaft der Universität Uppsala hat in einer Untersuchung der Runenformen der Inschrift festgestellt, dass sie aus fünf Quellgruppen aus Schweden bekannt sind. Diese Gruppen beziehen sich auf die Provinzen Dalarna, Hälsingland und Medelpad aus einem datierbaren Zeitraum zwischen 1870 und 1911. Fridell wertet die relative Einheitlichkeit der Runen und die Tatsache, dass keine der Inschriften der Quellgruppen vor 1870 unbekannt sind, als Hinweise darauf, dass die „Kensington-Runen“ um die Mitte des 19. Jahrhunderts gefertigt wurden.
- Langzweigrunen vom Typ der Wikingerzeit, wie sie (wahrscheinlich) aus der Runenliteratur des 19. Jahrhunderts publiziert wurden („Der kenntnisreiche Schulmeister“) von Carl Rosander von 1857 (und andere),
- Nachempfunden Runen des „dalecarlischen Typs“,
- Runen, die neu erstellt wurden nach darlecarlischen Vorlagen, sodass Fridell die Hersteller der Inschrift in der Gemeinde Älvdalen in Dalarna verortete.

## Sonstiges
Der fiktive magische Runenstein aus dem Film Blood Creek von Joel Schumacher wurde dem Runenstein von Kensington nachempfunden.